# J-Tull Dot Com
| Recensione       | Giudizio |
| ---------------- | -------- |
| AllMusic         |          |
| Progarchives     |          |
| George Starostin | [ 1 ]    |

(da "Dot Com")
J-Tull Dot Com (noto anche semplicemente come Dot Com) è un album della band progressive rock inglese Jethro Tull, pubblicato nel 1999.

## Il disco
Dot Com venne pubblicato a distanza di quattro anni dal lavoro in studio precedente, il primo con il bassista Jonathan Noyce e il ventesimo album pubblicato dalla band, in ordine cronologico. Si tratta di un lavoro che denota l'abilità di Anderson e compagni a trattare i più svariati argomenti. La title track infatti, dove compare la voce della cantante indiana Najma Akhtar, tratta di due innamorati lontani fra loro per lavoro che hanno, come unico mezzo d'incontro, internet.
In effetti J-Tull Dot Com (letteralmente "J-Tull punto com") è anche il nome del sito internet della band nato proprio quell'anno grazie al lavoro di Andrew Giddings.
Il disco contiene come traccia fantasma la title track estratta dall'album da solista di Ian Anderson, The Secret Language of Birds.

## Copertina
Particolare curiosità potrebbe destare la copertina dell'album. Essa raffigura il dio egizio Chnum, conosciuto successivamente come Amun. Disegnato dallo stesso Anderson che prese spunto da una statuetta di un suo amico ed ex vicino di casa ma che attualmente si trova nel giardino di casa Anderson.

## Tracce
1. Spiral – 3:50
2. Dot Com – 4:25
3. Awol – 5:19
4. Nothing at All – 0:56
5. Wicked Windows – 4:40
6. Hunt by Numbers – 4:00
7. Hot Mango Flush – 3:49
8. El Niño – 4:40
9. Black Mamba – 5:00
10. Mango Surprise – 1:44
11. Bends Like a Willow – 4:53
12. Far Alaska – 4:06
13. The Dog-Ear Years – 3:34
14. A Gift of Roses – 3:55

- Dopo un minuto di silenzio dal termine del brano A Gift of Roses (3:55 - 4:55), inizia la ghost track The Secret Language of Birds (4:55 - 9:40)

## Formazione
- Ian Anderson - voce, flauto traverso, flauto di bambù, chitarra acustica, bouzouki
- Martin Barre - chitarra elettrica, chitarra acustica
- Andrew Giddings - organo Hammond, pianoforte, fisarmonica
- Doane Perry - batteria, percussioni
- Jonathan Noyce - basso
- Najma Akhtar - cori in Dot Com